# Roxana Mînzatu
Roxana Mînzatu (n. 1 aprilie 1980, Brașov, România) este o europarlamentară română alesă la alegerile din iunie 2024 pe listele Partidului Social Democrat (PSD). 
A fost deputat PSD între 2016 și 2020, iar în 2019 ministră a fondurilor europene. Din ianuarie 2022 și până în iulie 2024 a fost secretar de stat coordonator al Departamentului pentru Evaluarea și Monitorizarea Integrată a Programelor Finanțate din Fonduri Publice și Europene. În septembrie 2024, a fost propusă pentru funcția de comisar european.

## Educație
Roxana Mînzatu a absolvit în 2002 Facultatea de Științe Politice în limba engleză la Universitatea din București și în 2005 a obținut un Master în Integrare Europeană la Universitatea Creștină Dimitrie Cantemir. Ea a absolvit (nu este precizat ce anume) din cadrul programului de Public Leadership Credential ("Acreditare în Conducere Publică") al en:Harvard Kennedy School în 2022 și, în același an, a participat la en:Vital Voices Engage, un program dedicat leadershipului feminin. Programul de studii "Public Leadership Credential" (PLC), derulat integral online, constă din șase cursuri a câte șase săptămâni ca durată, care, dacă sunt absolvite în totalitatea lor, necesită între 11 luni și 3 ani de studii și pot oferi un traseu potențial către obținerea unui masterat.
Roxana Mînzatu are formare ca manager de proiect și trainer, activități în care a și profesat, în mediul privat.

## Carieră politică
Roxana Mînzatu este membră a Partidului Social Democrat din anul 2000.  În 2009 a fost subprefect al județului Brașov iar între 2004-2008 și 2011-2012 a fost consilier județean PSD în Consiliul Județean Brașov.
În 2015 a fost secretar de stat în Ministerul Fondurilor Europene, responsabilă cu reforma sistemului achizițiilor publice, iar din septembrie 2015 a condus Agenția Națională pentru Achiziții Publice, până în ianuarie 2016.
Roxana Mînzatu deține o experiența profesională, publică și privată, de 20 de ani în domeniul gestionării și implementării fondurilor europene în România, carieră începută ca euroconsilier (consilier de integrare) în Ministerul Integrării Europene, în martie 2004.
Printre domeniile prioritare susținute se numără antreprenoriatul și sprijinirea start-up-urilor și a IMM-urilor, inclusiv prin implicarea în design-ul unor scheme de finanțare precum Start Up Nation, promovarea femeilor, atât în viața publică cât și în antreprenoriat, abordarea integrată a finanțării publice în sectorul apei și canalizării, industria apei ca proiect de țară.

### Activitatea în Camera Deputaților (2016-2020)
A fost deputat PSD între 2016 și 2020. La nivel parlamentar, în Camera Deputaților a activat ca secretar în cadrul Comisiei pentru Industrii și Servicii și ca membru în cadrul Comisiei pentru Afaceri Europene.
De la preluarea mandatului de deputat și până în prezent, Roxana Mînzatu a luat cuvântul în plen de 63 de ori. Dintre cele 63 de intervenții, 17 au fost declarații politice. În actualul mandat de parlamentar, Mînzatu a inițiat 81 de propuneri legislative, 26 dintre acestea fiind promulgate legi.
În Parlament, Roxana Mînzatu s-a implicat în dezbaterile pe marginea Legii Adopției, a susținut Legea privind salarizarea personalului plătit din fonduri publice – prin amendamente dedicate salarizării din fonduri europene și a promovat Legea care prevede creșterea salariului minim în domeniul construcțiilor. În același timp, Roxana Mînzatu este unul dintre promotorii programului de finanțare guvernamentală StartUp Nation.

### Activitatea în Ministerul Fondurilor Europene (2019)
Prioritățile mandatului ministerial din iunie 2019 până în octombrie 2019 au fost sănătatea și digitalizarea serviciilor publice.
O inițiativă pe care a susținut-o a a fost lansarea descentralizării unei componente a fondurilor europene 2021-2027 către cele 8 regiuni de dezvoltare. În consecință, în prezent, 11 miliarde de euro, fonduri UE, sunt gestionate de către cele 8 agenții pentru dezvoltare regională în parteneriat cu Comisia Europeană.
De asemenea, ea a propus crearea unui Program Operațional dedicat sănătății, care să integreze toate intervențiile de finanțare anterior fragmentate, de la investiții în ambulatorii și în infrastructura spitalicească, digitalizare, screening și prevenție, instruire, cercetare medicală.

### Secretar de stat (2022-2024)
Din ianuarie 2022 și până în iulie 2024 a fost secretar de stat coordonator al Departamentului pentru Evaluarea și Monitorizarea Integrată a Programelor Finanțate din Fonduri Publice și Europene.

### Europarlamentară (2024-)
La alegerile din iunie 2024 Roxana Mânzatu a fost aleasă ca membră a Parlamentulu European pe listele Partidului Social Democrat.
În septembrie 2024, a fost propusă pentru funcția de comisar european.